# 哥斯達黎加齧翅脂鯉
哥斯達黎加齧翅脂鯉，為輻鰭魚綱脂鯉目脂鯉亞目脂鯉科的其中一個種，分布於中美洲哥斯大黎加淡水流域，體長可達3.9公分，棲息在底中層水域，生活習性不明。